# Aryabhata
Āryabhaṭa (în sanscrită: आर्यभट, n. 476 d.Hr., Pataliputra, India Britanică, Dinastia Gupta – d. 550 d.Hr., Pataliputra, India Britanică, Dinastia Gupta), numit și Aryabhata I (pentru a se distinge de Aryabhata II, din secolul al X-lea), a fost unul dintre primii mari matematicieni și astronomi indieni, cu care începe matematica clasică indiană.
Nu se cunosc prea multe detalii biografice.
S-a născut la Pataliputra.
A dat reguli de rezolvare a unor probleme de aritmetică, geometrie și trigonometrie.
Este primul matematician care a scris noțiuni de algebră.
A rezolvat ecuații liniare de forma {\displaystyle ax+b=c,\!} a dat soluția generală a unei ecuații de gradul al II-lea, soluții în numere întregi ale ecuațiilor nedeterminate de gradul I, cunoștea sistemul de numerație zecimal.
De la el începe, la indieni, însumarea seriilor aritmetice.
A calculat valoarea lui π cu trei zecimale exacte.
A utilizat anumite simboluri pentru puteri și a creat anumite identități simple.
A dat importanță problemelor de trigonometrie plană și sferică.
S-a ocupat de arii și volume și măsurarea înălțimilor.
În ceea ce privește astronomia, Aryabhata a dezvoltat teoria lui Aristarh relativ la mișcarea Pământului în jurul axei sale și a Soarelui.

## Opere
Cele mai valoroase scrieri ale sale au fost Āryabhaṭīya (scrisă în 499, pe când avea doar 23 de ani) și Arya-siddhanta.
Acestea au fost preluate și traduse de arabi, și l-au influențat în special de Al-Biruni.
Primul satelit artificial lansat de India, ca și un crater lunar, îi poartă numele.